# بلاكبرن
بلاكبرن (بالإنجليزية: Blackburn)‏ هي بلدة كبيرة في لانكشر في انكلترا. تقع شمال مستنقعات ويست بينين مورز على الطرف الجنوبي من وادي نهر ريبل، على بعد 9 أميال (14 كم) شرق برستون، على بعد 20.9 ميلا (34 كم) شمال غرب مانشستر و 9 أميال (14 كم) شمال حدود مانشستر الكبرى. تحدها إلى الجنوب بلدة داروين، والتي تشكل معها السلطة الوحدوية بلاكبيرن مع داروين؛ وتمثل بلاكبيرن مركزها الإداري. في زمن تعداد حكومة المملكة المتحدة في عام 2001، كان عدد سكان بلاكبيرن يبلغ 105,085 نسمة،  في حين بلغ عدد سكان مدينة بلاكبيرن مع داروين 140,700 نسمة. بلغ عدد سكان بلاكبيرن 117,963 نسمة في عام 2011، وهي زيادة كبيرة منذ عام 2001.
وقد تم إنتاج المنسوجات في مدينة بلاكبرن منذ منتصف القرن الثالث عشر، حيث كان يتم نسج الصوف في منازل الناس. وقد ساعد النساجون الفلمنكيون الذين استقروا في المنطقة خلال القرن الرابع عشر على تطوير صناعة الصوف. جيمس هارجريفز، مخترع دولاب الغزل، كان حائكا في أوزوالدتويستل بالقرب من بلاكبيرن وتزامن فترة التطور السريعة في تاريخ بلاكبرن مع التصنيع والتوسع في صناعة النسيج. مثلت بلاكبرن طفرة في الثورة الصناعية وكانت بين المدن الصناعية الأولى في العالم.
انحسر قطاع المنسوجات في بلاكبرن منذ منتصف القرن العشرين، وواجهت لاحقا نفس التحديات لمدن شمال إنجلترا الأخرى في فترة ما بعد الصناعة، بما في ذلك إزالة المصانع والحرمان الاقتصادي ومشاكل الإسكان. في العقود الأخيرة، شهدت البلدة معدلات هجرة كبيرة، وشكلت العرقيات بخلاف البريطانيين الأبيض 30.8٪ من السكان،  فوق المتوسط الإقليمي والوطني. حظيت بلاكبيرن باستثمارات كبيرة وإعادة تطوير منذ عام 1958 من خلال التمويل الحكومي وصندوق التنمية الإقليمي الأوروبي.